# Daniel Brottier

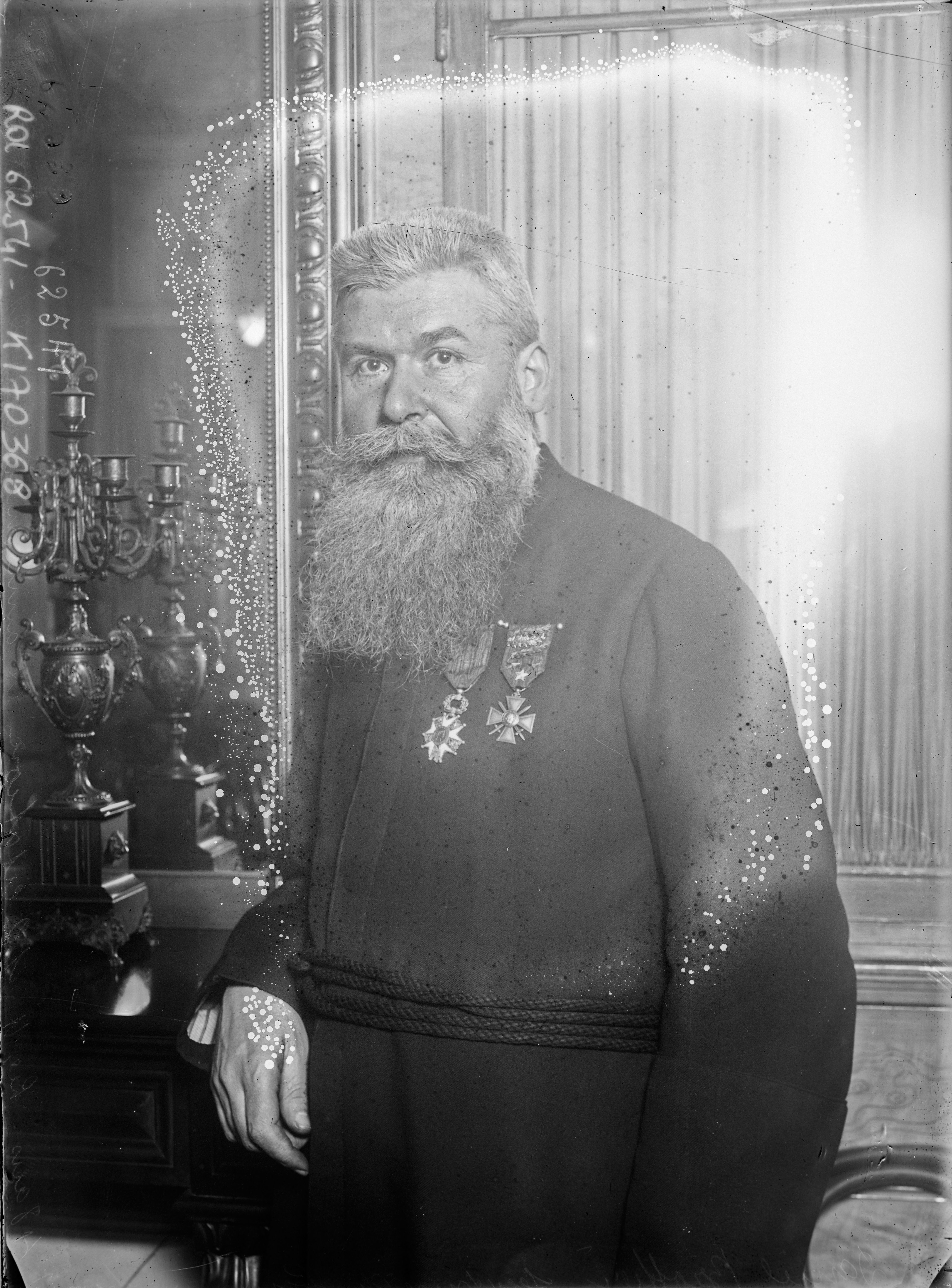
Daniel Brottier, 1920

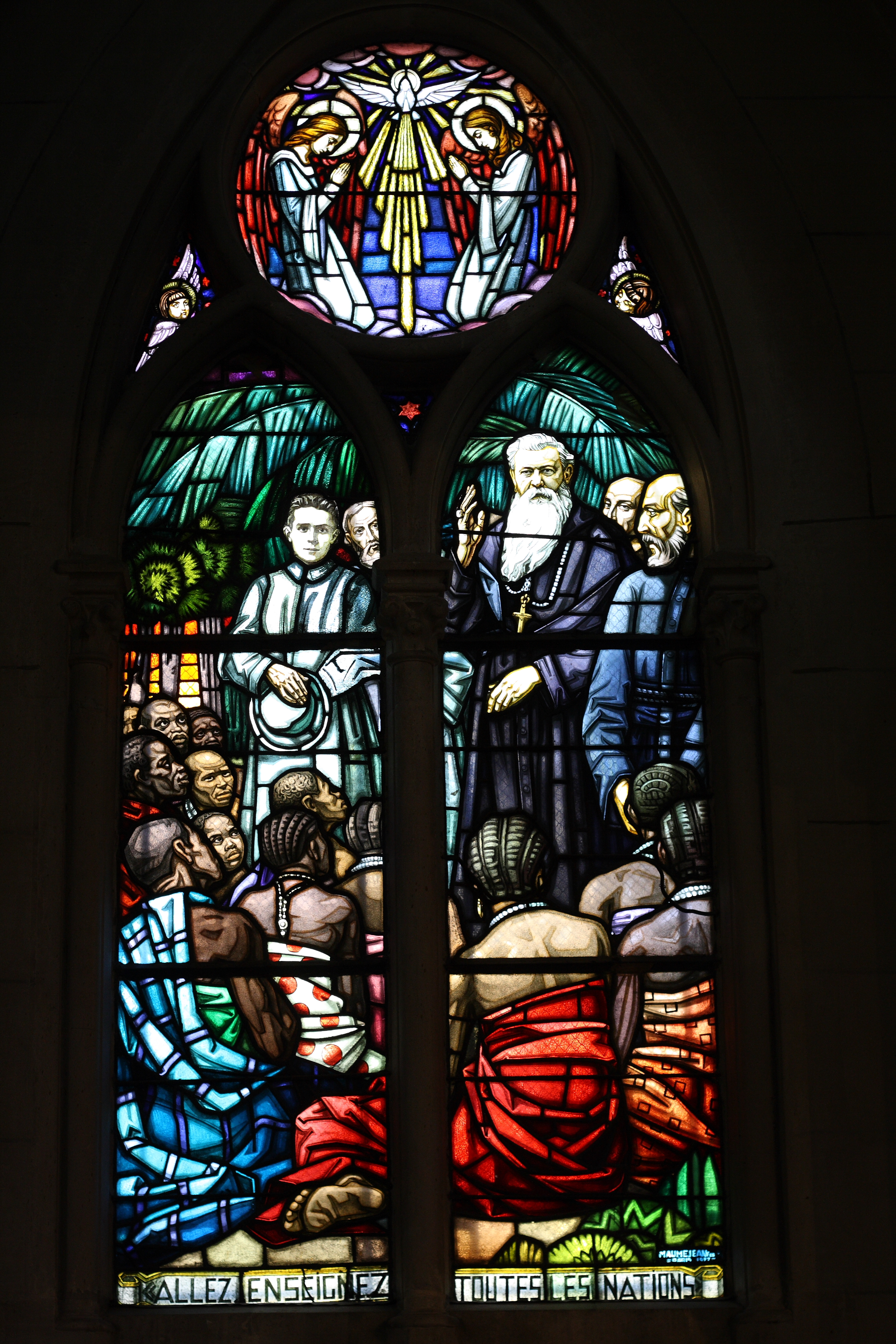
Daniel Brottier (mit langem Bart) als Missionar im Senegal (Bleiglasfenster in der Kapelle Sainte-Thérèse in Paris)

Daniel Brottier (* 7. September 1876 in La Ferté-Saint-Cyr, Frankreich; † 28. Februar 1936 in Auteuil) war ein französischer Spiritaner und ist ein Seliger der katholischen Kirche.

## Leben
Daniel Brottier wurde am 7. September 1876 in La Ferté-Saint-Cyr im Département Loir-et-Cher geboren. Er studierte Theologie am Seminar in Blois und wurde 1899 zum Priester geweiht. 1902 trat er dem Orden der Spiritaner bei, der ihn 1903 als Missionar in den Senegal entsandte. Besonders engagierte er sich bei der Hilfe für Jugendliche in Dakar. Während seiner Tätigkeit erkrankte er allerdings und musste 1911 in sein Heimatland zurückkehren. Dies hinderte ihn nicht daran, von Frankreich aus durch das von ihm gegründete Hilfswerk Souvenir Africain weiter die Mission in Senegal zu unterstützen.
Den gesamten Ersten Weltkrieg verbrachte er an vorderster Front, ohne jemals verwundet zu werden, ein „Wunder“, das er dem Schutz der Heiligen Therese von Lisieux zuschrieb. Nach Kriegsende unterbreitete er Ministerpräsident Clemenceau den Vorschlag zur Gründung der nationalen Veteranenvereinigung Union nationale des combattants. 1923 wurde Brottier von seinem Orden mit der Leitung des Waisenhauses Orphelins Apprentis in Auteuil, einem Stadtteil von Paris, beauftragt. Bis zu seinem Tode 1936 widmete er sich dieser Aufgabe mit Einfühlungsvermögen in die Bedürfnisse der Jugendlichen, mit wegweisenden pädagogischen Reformen und mit Organisationskraft. In Auteuil starb er am 28. Februar 1936 im Alter von 59 Jahren und wurde in der Kapelle Sainte-Thérèse im 16. Arrondissement in Paris bestattet.
Am 25. November 1984 wurde Daniel Brottier von Johannes Paul II. seliggesprochen.